# Виктор Обина
Виктор Нсофор Обина (на английски: Victor Nsofor Obinna) е нигерийски футболист, нападател, който от 2008 до 2011 г. е собственост на италианския гранд ФК Интер. От 2011 играе в Локомотив Москва.

## Успехи
- Шампион на Нигерия: 1

Ениймба: 2005
- Купа на Нигерия: 1

Ениймба: 2005
- Шампион на Серия Б: 1

Киево: 2007-08
- Шампион на Италия: 1

Интер: 2008-09